# Зимове плавання

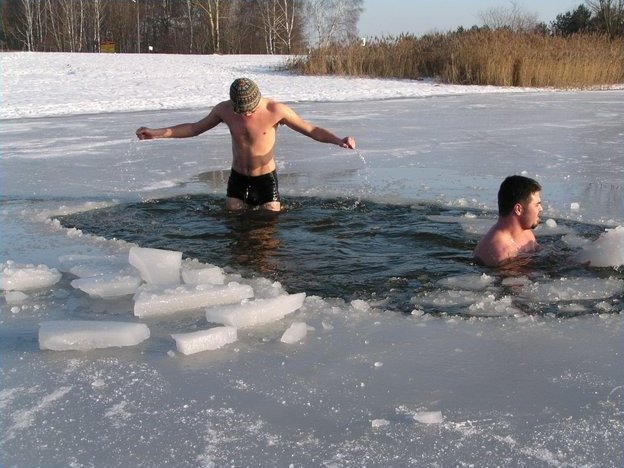
Купання в ополонці (моржування), Польща

Зимове плавання, моржування — плавання у відкритих водоймах узимку. Вода, якщо ще не перетворилась на кригу, називається холодною (від +15 до +4 °C). Якщо ополонка у кризі, то вода крижана (від +4 до −2 °C). Звичайна вода в ополонці прісної водойми має температуру від 0 до +4 градусів. У морі умови більш жорсткі. Поділ на холодну й крижану воду досить умовний.
У різних країнах існують свої назви, пов'язані з різними водяними тваринами. В Україні, Росії та Польщі — це моржування, а ті, хто захоплюється зимовим плаванням, відповідно, — «моржі». У Фінляндії «видри», «нерпи» й «тюлені», у Північній Америці — «білі ведмеді».

## Умови для занять

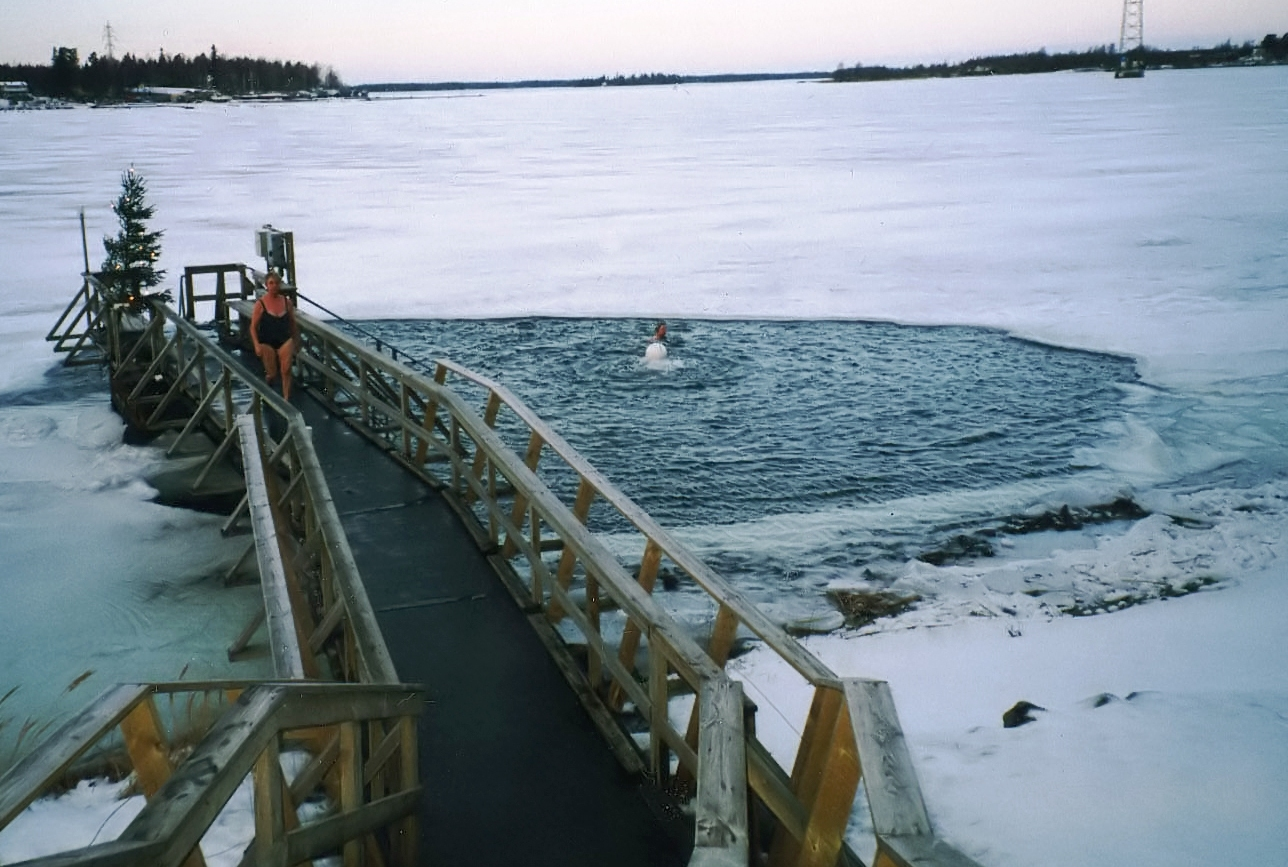
Ополонка, що не замерзає за рахунок підводного насосу

За наявності технічних можливостей може бути створена ополонка, що не замерзає. Вода у природному шарі через максимальну щільність має температуру близько +4 градусів і її конвекція перешкоджає замерзанню ополонки. Такий рух створюється, зазвичай, зануреним насосом чи невеликим пропелером.
У більш віддалених від цивілізації місцях для плавання готуються ополонки розміром від 1×2 до 4×25 метрів.
Основні правила:
- розігріти м'язи перед купанням.
- Не йти до ополонки одразу після лазні, дати тілу трохи охолонути.
- Вперше перебувати у холодній воді лише кілька секунд.
- Перші кілька разів холодна вода може короткочасно й сильно порушити дихання (холодовий спазм), але це проходить.
- Після купання й лазні слід тепло одягатись.
- До ополонки не можна йти хворим чи на підпитку.
- Час перебування в ополонці, кількість купань, а також чи користуватись лазнею до/після купання є особистим вибором кожного.
- Діти також можуть займатись зимовим плаванням.
- Всі наслідки зимового купання є індивідуальними.

## Поширення

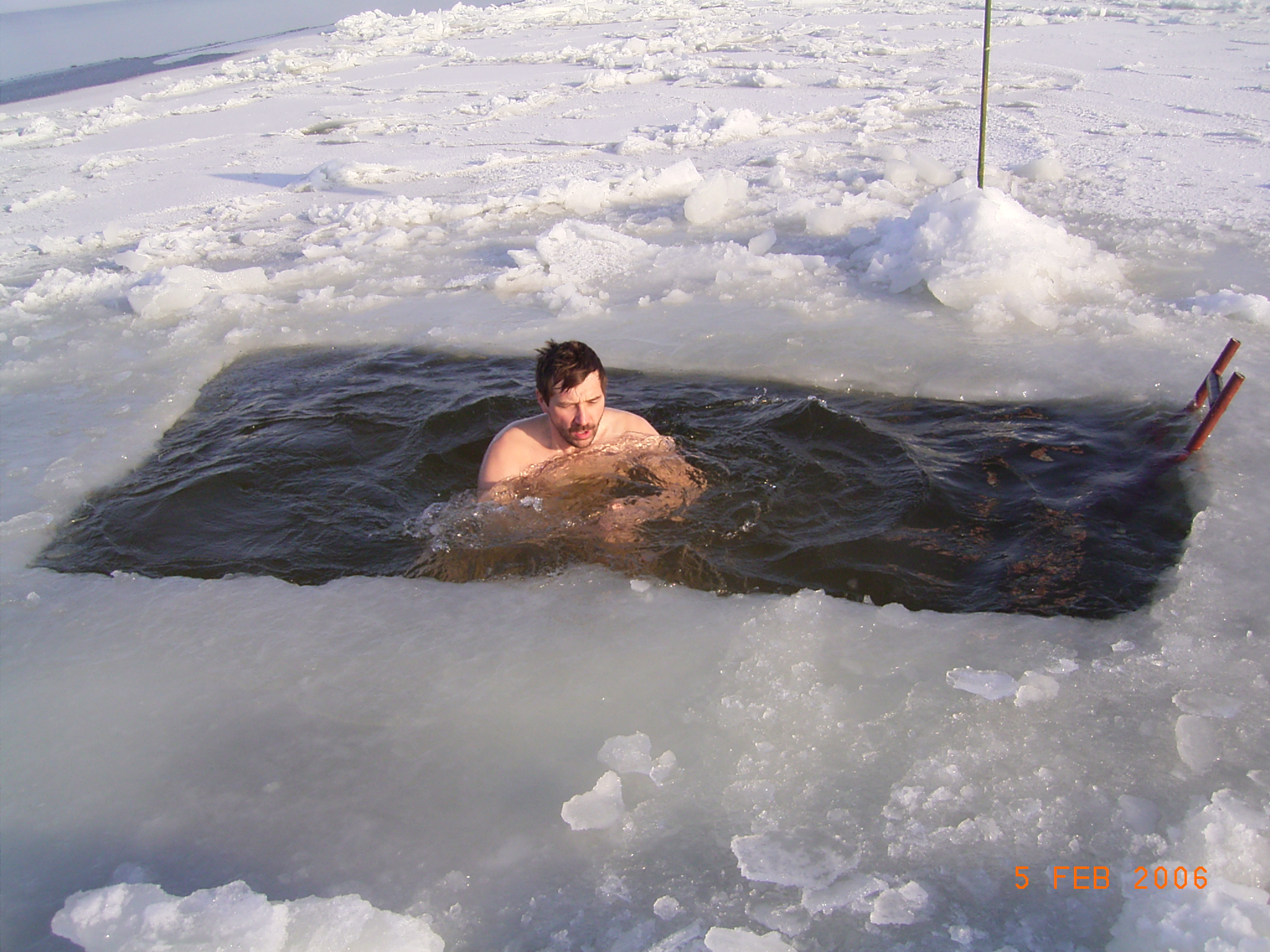
Юрмала. Купання в ополонці

Найпопулярнішим є зимове купання у Фінляндії, де воно пов'язано з культурою та поширенням сауни/лазні. Перебування у гарячому повітрі лазні чергується з зануренням до ополонки чи басейну з холодною водою. Кількість тих, хто постійно купається в ополонці 1-2 рази на тиждень, близько 120 000. У Фінляндії з 1989 року проводяться змагання із зимового плавання. В першому, в Тампере, брали участь 110 учасників, 2000 року, у Варкаусі — вже 1250. Перший світовий чемпіонат пройшов у Гельсінкі 2000 року. 2008 чемпіонат світу вперше пройшов за межами Фінляндії (Лондон, Велика Британія).
Досить сильно зимове купання поширене у північній частині Китаю. Проводяться масові запливи та є постійні платні для глядачів ополонки, наприклад у Харбіні.

## Змагання

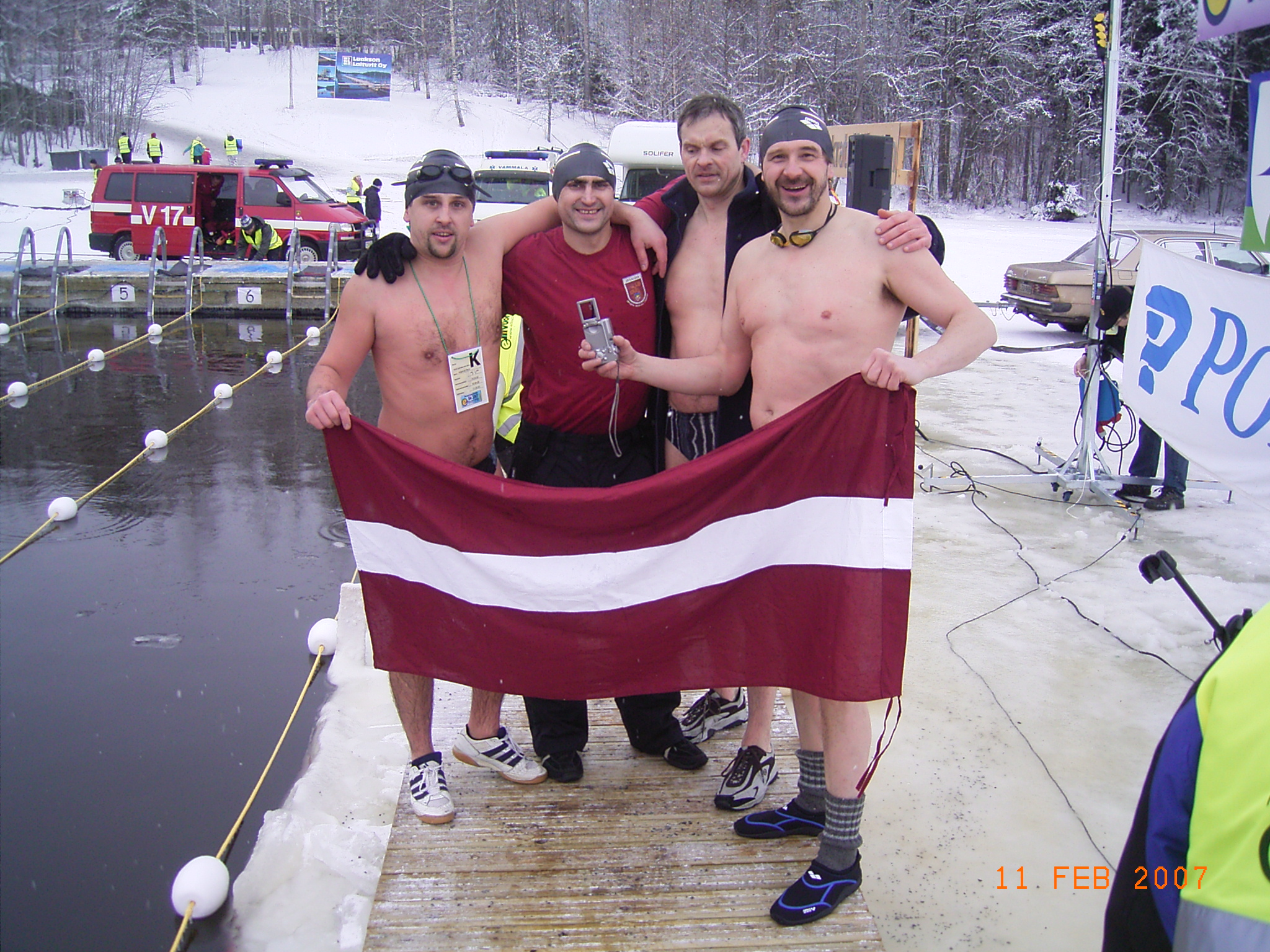
Змагання 2007 року, Латвія

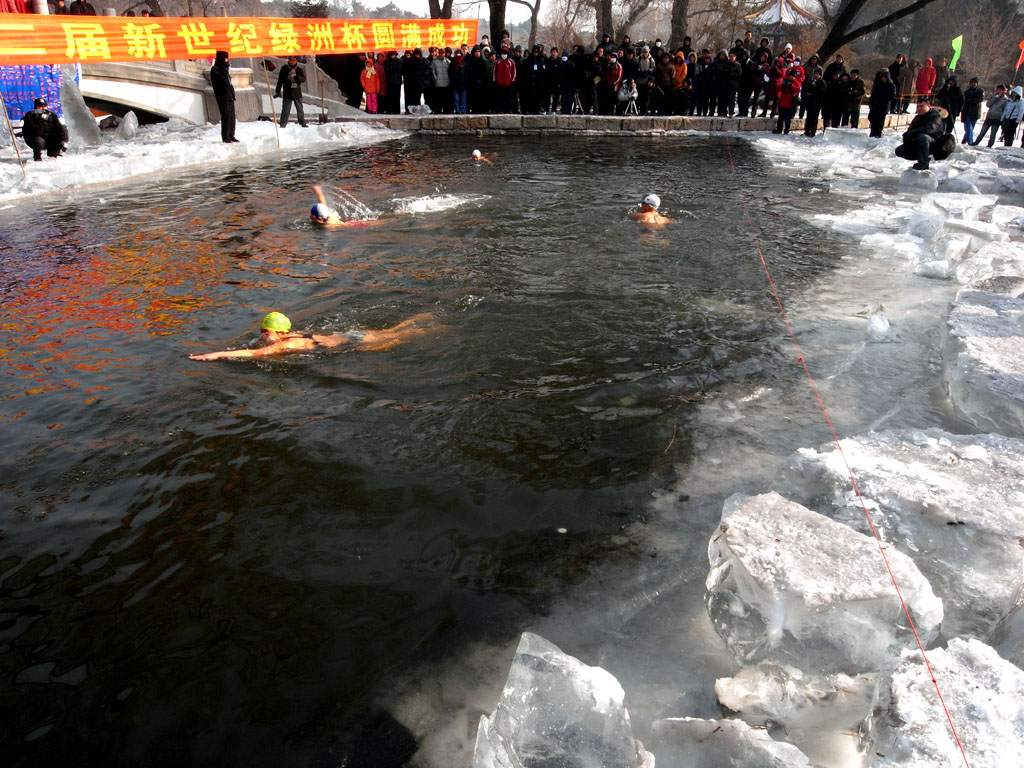
Змагання в Китаї

Першою країною, що прийняла офіційні правила змагань 2000 року стала Фінляндія. Їх було змінено 2002, й нині вони мають такий вигляд:
Змагання з зимового плавання проводяться щороку (чемпіонати світу — один раз на два роки). Дистанції від 25 до 450 метрів. Естафети (для команд із чотирьох учасників) проводяться лише на дистанції 25 м. Додатково є нерпа-заплив, у якому не реєструють час, і тюлень-змагання, в якому лише пірнають. Учасники й команди, що посіли 1-3 місця, нагороджуються медалями, решта учасників отримують посвідчення (дипломи).

### Групи
- Одиночні запливи на 25, 50, 450 метрів, чоловіки/жінки
- A-група: жінки до 20 / чоловіки до 20
- B-група: жінки 20-29 / чоловіки 20 — 29
- C-група: жінки 30-39 / чоловіки 30-39
- D-група: жінки 40-49 /чоловіки 40 — 49
- E-група: жінки 50-54 / чоловіки 50 — 54
- F-група: жінки 55-59 / чоловіки 55 — 59
- G-група: жінки 60-64 / чоловіки 60 — 64
- H-група: жінки 65-69 / чоловіки 65 — 69
- I-група: жінки понад 70 / чоловіки понад 70

### Естафети

Літній атлет 73-років після зимового плавання в океані, Лонг Біч, Каліфорнія.

- Змішані естафети (чоловіки й жінки) 4х25. На підставі дат народження підраховується загальний вік команди:
- Естафета до 150 років
- Естафета від 150 до 200 років
- Естафета від 200 років
- Естафета від 300 років

### Правила змагань
1. Учасникам заборонено використовувати будь-які предмети, що зберігають чи виробляють тепло. Дозволені лише купальний костюм і шапочка.
2. Всі суперечки, що виникають, вирішує керівник змагань.
3. Плавець може представляти організації, товариства, фірми тощо.